# Liên Phương, thành phố Hưng Yên
Liên Phương là một xã thuộc thành phố Hưng Yên, tỉnh Hưng Yên, Việt Nam.

## Địa lý
Xã Liên Phương có vị trí địa lý:
- Phía đông giáp huyện Tiên Lữ
- Phía tây giáp các phường Hiến Nam, Hồng Châu, Lê Lợi
- Phía nam giáp xã Phương Nam
- Phía bắc giáp phường An Tảo và xã Trung Nghĩa.

Xã Liên Phương có diện tích 5,56 km², dân số năm 2022 là 9.832 người, mật độ dân số đạt 1.768 người/km².

## Lịch sử
Ngày 23 tháng 9 năm 2003, Chính phủ ban hành Nghị định 108/2003/NĐ-CP về việc chuyển toàn bộ 534 ha diện tích tự nhiên và 6.676 nhân khẩu của xã Liên Phương thuộc huyện Tiên Lữ về thị xã Hưng Yên quản lý.
Ngày 19 tháng 1 năm 2009, Thủ tướng Chính phủ ban hành Nghị định 04/NĐ-CP về việc thành lập thành phố Hưng Yên thuộc tỉnh Hưng Yên. Xã Liên Phương thuộc thành phố Hưng Yên.
Ngày 24 tháng 10 năm 2024, Ủy ban Thường vụ Quốc hội ban hành Nghị quyết số 1248/NQ-UBTVQH15 về việc sắp xếp đơn vị hành chính cấp xã của tỉnh Hưng Yên giai đoạn 2023 – 2025 (nghị quyết có hiệu lực từ ngày 1 tháng 12 năm 2024). Theo đó, điều chỉnh 0,05 km² diện tích tự nhiên của xã Phương Chiểu vào xã Liên Phương.
Sau khi điều chỉnh, xã Liên Phương có 5,56 km² diện tích tự nhiên và quy mô dân số là 9.832 người.